# Sweet Love (chanson de Chris Brown)
Singles de Chris Brown
Take It to the Head
(2012) Till I Die
(2012)
Sweet Love est une chanson de Chris Brown et le deuxième single de son cinquième album studio, Fortune.